# Aulad Rijah
Aulad Rijah (arab. أولاد رياح; fr. Ouled Riyah)  – jedna z 53 gmin w prowincji Tilimsan, w Algierii, znajdująca się w północno-zachodniej części prowincji, około 19 km na północny zachód od Tilimsan. W 2008 roku gminę zamieszkiwało 4329 osób. Numer statystyczny gminy w Office National des Statistiques d'Algérie to 1346.